# Richard Steevens
Richard Steevens (* 1653; † 15. Dezember 1710 in Dublin) war ein englisch-irischer Arzt und Wohltäter.

## Leben
Richard Steevens und seine Zwillingsschwester Grizel waren Kinder des Geistlichen John Steevens und seiner Frau Constance. John Stevens, der der Church of England angehörte und ursprünglich in Wiltshire wirkte, floh vor Oliver Cromwells Regime mit seiner Familie nach Irland, wo er sich in Athlone niederließ. Dort versah er seinen Dienst in der Kirche St. Mary’s. Richard Steevens erhielt seine Grundausbildung an der Lateinschule von Athlone und trat am 12. Oktober 1670 ins Trinity College in Dublin ein. 1678 schloss er mit dem Master of Arts ab. Vermutlich hatte er sich bislang der Theologie gewidmet, doch als sein Vater 1682 starb, beschloss er, Medizin zu studieren. Diese Ausbildung war 1687 beendet. Richard Steevens wurde 1710 Regius Professor of Physic am Trinity College.
Richard Steevens vermachte sein Vermögen seiner Zwillingsschwester, knüpfte an dieses Erbe jedoch die Auflage, dass nach Grizels Tod ein Hospital gebaut werden sollte. Grizel Steevens verwirklichte diesen Wunsch ihres Bruders schon zu ihren Lebzeiten, und 1733 konnte das Dr. Steevens Hospital in Dublin seinen Dienst aufnehmen. Es existierte unter diesem Namen bis 1987. Heute heißt die Einrichtung Eastern Regional Health Authority’s Shared Services Centre.